# Афина (рестлер)
Адриенна Риз (англ. Adrienne Reese, род. 31 августа 1988, Сент-Луис, Миссури) — американская женщина-рестлер, в настоящее время выступающая в All Elite Wrestling (AEW) под именем Афина (англ. Athena). Она также выступает в родственном промоушене AEW — Ring of Honor (ROH), где она является действующей чемпионкой мира среди женщин ROH.
До AEW/ROH она выступала в WWE, где работала под именем Эмбер Мун (англ. Ember Moon). Находясь на бренде NXT, она владела титулами чемпиона NXT среди женщин и командного чемпиона NXT среди женщин, став первой обладательницей обоих титулов.
До прихода в WWE она выступала на независимой сцене под именем Афина в таких организациях, как Shimmer Women Athletes, Women Superstars Uncensored и Anarchy Championship Wrestling, в которой она является трехкратной чемпионкой американского дзёси ACW.

## Ранняя жизнь
Риз родилась в Гарленде, Техас, 31 августа 1988 года. Она училась в средней школе Lakeview Centennial High School, где играла в теннис и софтбол, а также участвовала в школьном шахматном клубе. Во время учёбы в школе Риз подвергалась издевательствам со стороны сверстников за увлечение видеоиграми и рестлингом.

## Титулы и достижения
- Absolute Intense Wrestling
  - Чемпион AIW среди женщин (2 раза)
  - Чемпион по американскому дзёси ACW (3 раза)
  - Телевизионный чемпион ACW (1 раз)[3]
  - Турнир «Королева королев» ACW (2012)
- Pro Wrestling Alliance
  - Чемпион PWA среди женщин (1 раз)[4]
- Pro Wrestling Illustrated
  - № 18 в топ 50 женщин-рестлеров в рейтинге PWI Women’s 50 в 2017[5]
- Women Superstars Uncensored / Combat Zone Wrestling
  - Королева и король ринга (2013) — с А. Р. Фоксом[6]
- Ring of Honor
  - Чемпион ROH среди женщин (1 раз)[7]
- WWE
  - Чемпион NXT среди женщин (1 раз)[8]
  - Командный чемпион NXT среди женщин (1 раз) — с Шотци Блэкхарт[9]
- Warrior Wrestling
  - Чемпион Warrior Wrestling среди женщин (1 раз)[10][11]